# Compañía Minera de Cananea
La Compañía Minera en Cananea, es una mina que ha estado en la región de Cananea por más de 250 años, y que ha sido motor económico nacional en la minería en la exportación de cobre. La empresa que ha estado casi siempre presente y ha tenido diversos nombres comerciales y dueños, ya que desde 1760, se descubrió la presencia de cobre en la tierra de la región, por lo que se realizaron trabajos de minería desde ése entonces.
En esta región, el cobre es un mineral que ha estado presente a través de la historia, tanto en la parte de Sonora México como en la Arizona en Estados Unidos, así en la región de Cananea como en la región de Nacozari en México y en Bisbee Arizona, (Cercana a Naco Son).[cita requerida]
El yacimiento de cobre es un pórfido de baja ley.

## Cobre Grande
En 1858, general Ignacio Pesqueira fundó el pueblo.
A inicios de 1899 Hilario Santiago Gabilondo organizó una empresa minera que conjuntaban "La Alfredeña", "Juárez", "Que esperanzas" y otras.  

## Cananea Consolidated Copper Company
El empresario William Cornell Greene adquirió mayor relevancia pues en 1899 fundó en Estados Unidos la “Greene Consolidated Cooper Company” y en México, “The Cananea Consolidated Copper Company”, (4C) por medio de la compra de empresas ya existentes y la adquisición de nuevas concesiones mineras.
Esta empresa tuvo gran auge pues impulsó fuertemente la construcción del Ferrocarril en Sonora, y la modernización e incursión de la minería a gran escala, ya que su propietario fue una persona que influyó fuertemente en la región, en el gobierno tanto mexicano como americano, mismo que echó raíces, y falleció en esta población.
En junio de 1906 tuvo lugar una huelga la mina, conocida como “La Huelga de Cananea” que se convirtió en un suceso histórico nacional que, junto con la huelga de los trabajadores textileros de Río Blanco Veracruz, fueron algunos de los detonadores de la Revolución Mexicana. Los huelguistas de Cananea, en sus demandas laborales exigían cinco pesos diarios y una jornada laboral de ocho horas, y un día de descanso semanal, y no preferencia a los trabajadores extranjeros. La empresa solicitó apoyo del gobernador Rafael Izábal quien autorizó el ingreso de tropas estadounidenses que dejó un saldo de 21 obreros fallecidos por los Rangers de Arizona, mismos que fueron desalojados por Emilio Kosterlitsky y otros trabajadores fueron puestos presos en la prisión de San Juan de Ulúa Veracruz.
La compañía Minera de Cananea es un reflejo de la historia de la ciudad a través del tiempo. Así podemos ver: 
Años - Nombre de la Compañía Minera - Propietario - País
- 1859 - 1883     - Cobre Grande - Gral. Ignacio Pesqueira - MX
- 1883 – 1895    - Cananea Mining Co. - B. Benhan - GB-EUA
- 1899 – 1899    - Mina Alfredeña, Juárez -Hilario Santiago Gabilondo - MX
- 1899 - 1917     - Cananea Consolidated Copper Company -William C. Greene - EUA
- 1917 – 1971    - Anaconda Copper Mining Company -Anaconda Co - EUA
- 1971 – 1988    - Compañía Minera de Cananea - Gobierno Mexicano/Nafinsa - MX
- 1990 – 2007    - Mexicana de Cananea -Grupo México - MX
- 2010 – 2022    - Buenavista del Cobre - Grupo México - MX

## Compañía Minera de Cananea
En 1971 el principal accionista (99%) es el Estado Mexicano, a través de uno de sus bancos que era Nacional Financiera.
En 1986 vendió 42,330 millones de pesos y en 1987 se llevaron a cabo renovación de instalaciones y equipos, restructuración administrativa y nuevas formas de trabajo, expansiones, y esfuerzos de integración y de productividad, mismos que tuvieron un impacto que colocaban a la empresa de Cananea como una de las empresas más modernas y productivas en su rama, por lo cual produjeron en ése año 264,794 millones de pesos (mdp). Esto hizo que dejaran de tener pérdidas, siendo las utilidades de 48,000 mdp, y en 1988 fueron de 170,000 mdp.
Dos observaciones son notables. La primera es que el cambio fue con base en endeudamiento de 2 billones de pesos. Y la segunda es que la devaluación del peso mexicano en esos años era altísima e incontrolable, por lo que hay que tomar con reserva el crecimiento del 525% en pesos mexicano. El 100% de su venta estimada en 300 millones de dólares, se vendía al extranjero, siendo la tercera de 5 empresas mineras que cotizaban en bolsa con repunte en ganancias por acción. 13 de enero de 1988 se anunció la venta parcial bajando su participación Nafinsa del 99% al 34%.
En 1989 es declarada en quiebra, y posteriormente subastada. Tenía una plantilla cercana a 3,200 personas, para una capacidad de 160,000 ton de cobre al año, una reserva estimada para 60 años de operación o sea 1,700 millones de toneladas, y una aportación a la oferta del mercado mundial del 5%, y del nacional el 90%. Formó parte de una serie de privatizaciones y vendida al sector privado, por la ya conocida ineficiencia de las empresas operadas por el gobierno de diferentes países, de la cual forma parte México. El Sindicato de Trabajadores Mineros y Metalúrgicos de la República Mexicana (STMMRM) sección 65 con sede en Cananea, argumentaron que la quiebra fue una maniobra para deshacerse de compromisos contraídos con el sindicato. 

## Grupo México
El concentrado de cobre se envía a la fundición de Nacozari –Esqueda, donde se obtienen barras de 400 kg con 99.6% de pureza. Las impurezas son oro y plata.
También existen dos plantas por electrólisis que logran 150 ton x día con una pureza del 99.99%, y a un costo de 0.21 mismo que es enviado para la fabricación de conductores eléctricos, tuberías y circuitos electrónicos. Algunos excedentes que se venden a nacionales y extranjeros que se venden para su fundición y refinación.
La empresa fue adquirida por el Grupo México con la denominación de Buenavista del Cobre que ha protagonizado desastres socio-ambientales y laborales.
1991-2007 La empresa inicia la 1.ª etapa de inversión de 1684 mdd (millones de dólares) para mejorar la cultura laboral que logre aumentar la productividad, competitividad y rentabilidad, y romper con inercias del pasado, logrando así su objetivo de esta etapa en aumento de producción y productividad.
En 2007, la sección sindical 65 inició un paro laboral, en oposición de la empresa a monetizar el 5 % de las acciones del fideicomiso de os trabajadores a Napoleón Gómez Urrutia, equivalente a 55 mdd 
2007- 2009 Las instalaciones fueron tomadas por la fuerza, vandalizadas, y fuertemente destruidas.  
En 2009 la Suprema Corte de Justicia de la Nación, determinó que el paro laboral era ilegal, y ordenó a la empresa la liquidación del personal acorde a la Ley Federal del trabajo y dictaminó la terminación de la relación laboral con el sindicato minero Sección 65. Se creó un nuevo Sindicato Nacional Minero Metalúrgico afiliado a la Confederación de Trabajadores de México (CTM). 
En el tercer trimestre de 2010, la empresa inició la 2.ª etapa del programa de inversión con aproximadamente 4390 mdd para la reconstrucción y aplicación de la mina y sus plantas metalúrgicas, que operaban al 100% de su capacidad.
En 2019 La empresa inició la 3.ª etapa del programa de expansión con los proyectos de “Buenavista del Zinc”, “Pilares” y “El Pilar” con inversión de 1100 mdd para una producción anual adicional de 80 000 toneladas de zinc y 90 000 toneladas de cobre.
En 2020, la empresa produce el 60 % del cobre mexicano, es la n.º 1 en México y 5.ª a nivel mundial, con reservas probadas n.º 1 a nivel mundial, para los próximos 70 años. Mueve 800 000 toneladas por día. La empresa cotiza en la bolsa de valores de México y Nueva York.

## Impacto ambiental
El 6 de agosto de 2014 hubo un accidente ecológico y ambiental generado una falla en las tinajas de la empresa minera, y derramó 40,000 Metros cúbicos de sulfato de cobre, sustancia tóxica, al cauce del Río Sonora, y Río Bacanuchi con impacto directo en el medio ambiente, la agricultura, ganadería, fuentes de agua potable, pobladores y comunidades de la cuenca del Río Sonora, que incluye a 7 municipios, en los cuales viven unas 24,000 personas. Grupo México atendió los efectos, según las indicaciones gubernamentales. Las comunidades afectadas acusan que los daños son superiores a los declarados por las autoridades.
Se trabajó para reparar los daños y se instaló un fideicomiso para tales efectos. La contingencia se dio por terminada el 4 de noviembre de 2014. En noviembre de 2020 la Comisión Federal de Prevención de Riesgos Sanitarios reconoció mediante una carta que el agua seguía contaminada con metales pesados, por lo que el 27 de mayo de 2022 algunos pobladores solicitaron medidas cautelares y la suspensión provisional ante el incumplimiento de la reparación total del daño causado, en las fuentes de agua potable, después de 7 años del accidente.

## Impacto social
La empresa contrata al 30% de la población económicamente activa de la ciudad de Cananea. Ha realizado inversiones sociales, como un hospital de especialidades, parque Tamosura que es un centro recreativo, deportivo y comercial, subsidio para estudiantes, participan en la Liga Minera de Béisbol,  
La ciudad cuenta con una población de 39,451 en 2020 y uno de los índices de Desarrollo Humano más altos del país pues fue elevado de .77 en 2010, a .81 en 2019 sólo por debajo de CDMX con .83 y por encima de Nuevo León con .79.

## Reservas y prospectos
Las reservas probadas en 2011 eran de 2,283 millones de toneladas (mdt) con o.58% de cobre y reservas probables de 603 mdt. sin embargo en zonas vecinas rumbo a Bacanuchi está la reserva prospecto “El cuatro” de la Compañía Minera constelación SA de CV. El cuatro-2 es de Pecobre SA de CV. Prospecto Ojo de Agua, carretera a Bacoachi del concesionario Minera Teck-Cominco SA de CV. Adicionalmente está el Jaralito, El tunelito, Cuatro A, el Plomo, Almagres y quizás otras 40 más, descritas en la Carta Cananea H12-B53.

## Proyecto de Inversión
En el año 2020 se producen 450,000 ton de cobre de cerca del doble para el 2027, o sea una producción anual promedio de 874,000 ton. Se tiene programada inversiones cercanas a 9,000 mdd, para construir el Circuito Norte del Cobre.
Buenavista del Zinc, es otra empresa que prevé una inversión de 413, mdd en 2020 y generará más de 3,000 empleos durante su construcción y producirá a partir de 2022, 80,000 ton anuales de contenido de zinc.